# Grafenhaus

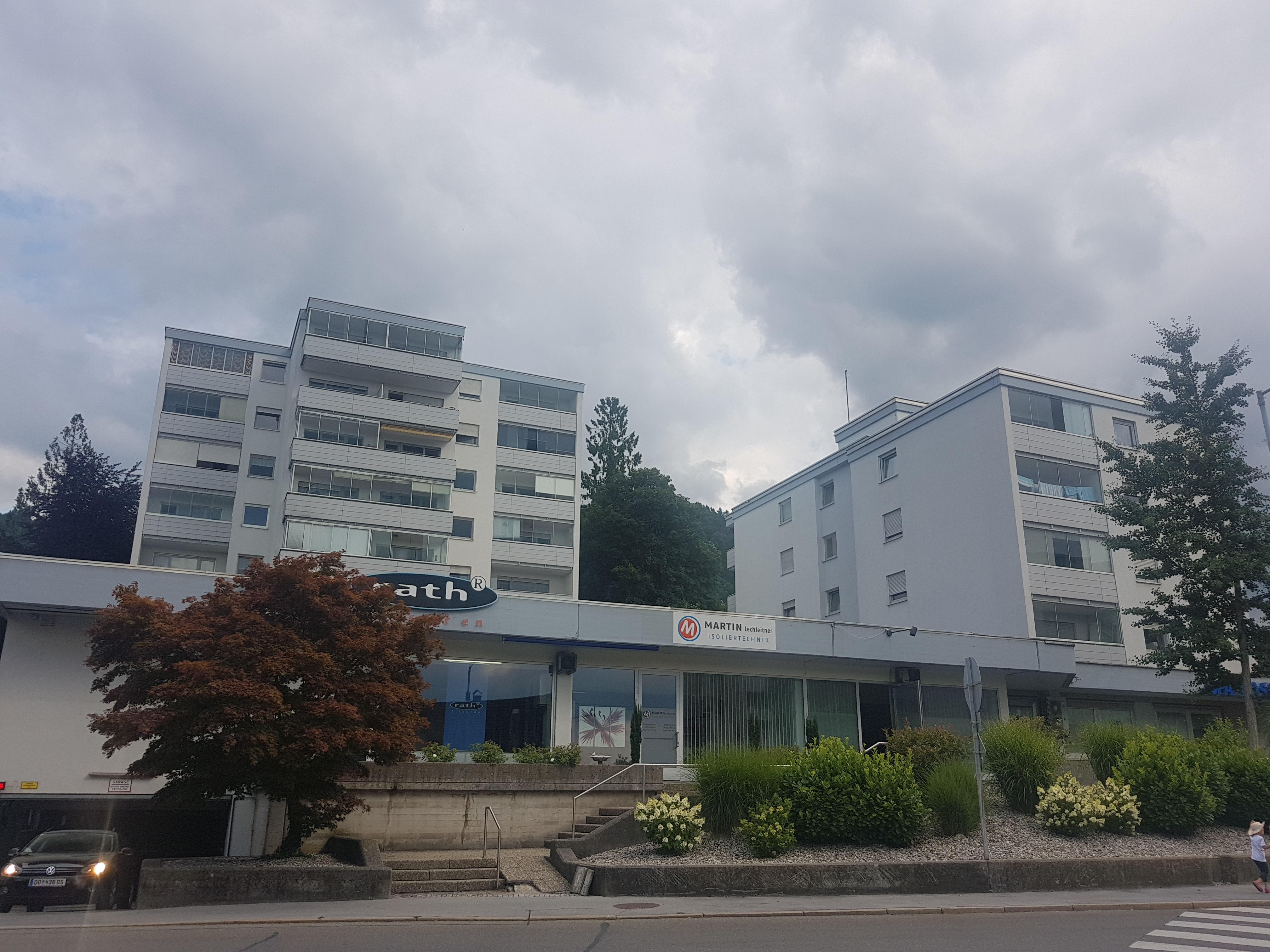
Der Nachfolgebau des Grafenhauses in Haselstauden

Als Grafenhaus (Volksmund: "Grofohus") wird in Dornbirn, Bezirk Haselstauden, ein Flurstück und ein 1974 abgebrochenes Gebäude bezeichnet.

## Lage
Das Flurstück liegt im heutigen Dorfzentrum von Haselstauden, etwa 70 Meter nördlich der Pfarrkirche auf einer Höhe von etwa 442 m ü. A. Das auf diesem Flurstück an der Stelle des ehemaligen, als Grafenhaus bezeichneten Gebäude errichtete Wohn- und Geschäftshaus hat die Anschrift: Mitteldorfgasse 1.
Bereits das Grafenhaus stand am Kreuzungspunkt mehrerer Straßen, die hier zusammenführen bzw. abgehen. Von Süden nach Norden verlief die Landstraße nach Schwarzach bzw. ins Zentrum von Dornbirn (heute: Haselstauderstraße). Hier begann bzw. beginnt die nord-ostwärts verlaufende Wälderstraße (L 49) nach Alberschwende. Ebenfalls begann bzw. beginnt hier die westwärts gerichtete Straße ins Ried (heute: Stiglingen, entlang dem Haselstauderbach), und die nach Osten gerichtete Mitteldorfgasse, die den Beginn eines damals wichtigen Säumerweges über Ammenegg auf den Losenpass war (heute nur noch lokale Bedeutung als Güter- und Wanderweg).

## Geschichte
Wegen der verkehrstechnisch guten Lage und der Notwendigkeit der Umladung von Gütern auf Saumpferde wurde von Johann Kaspar Feurstein (* 1612 in Bezau) hier nach 1640 das Gasthaus Zur Gams errichtet. Das Gasthaus wurde über vier Generationen von der Familie Feurstein geführt, zuletzt von Johann Caspar Feurstein, Ammann des Gerichts Dornbirn (1750 bis 1757). Kurz nach dem Bau des Wirtshauses wurde auch eine Kapelle errichtet, die der Vorgängerbau der heutigen Pfarrkirche Dornbirn-Haselstauden war. Diese Kapelle stand gegenüber dem Gasthaus und bildete zusammen mit dem Gasthaus einen neuen Dorfkern in Haselstauden, der bis heute besteht.

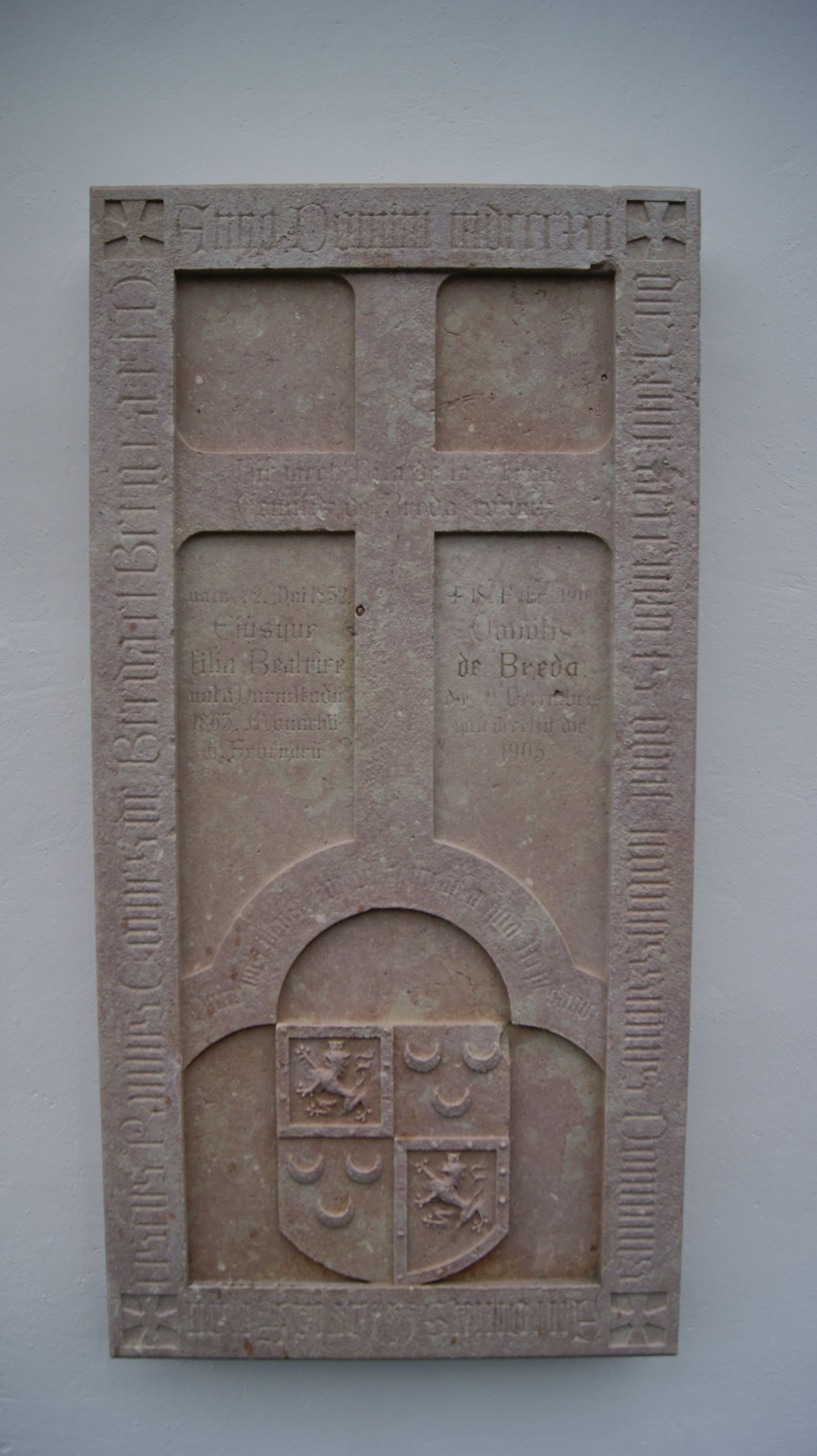
Grabstein/Gruftverschlussstein der Familie de Breda. Heute an der Friedhofskapelle des Friedhofs der Pfarrkirche in Haselstauden befestigt

1843 brannte das Gasthaus ab. Auf den Kellermauern wurde das spätere Grafenhaus neu errichtet, welches Hans Bilgeri gehörte. Dieser verkaufte das für Haselstauder Verhältnisse sehr großzügig gebaute Bürgerhaus samt parkartigem Garten 1866 an Anton Maria Franz Paul de Breda, einen Grafen aus Frankreich (* 25. Januar 1830 auf Schloss Bertichéres; † 19. Dezember 1891 in Haselstauden), der aufgrund seiner royalistischen Einstellung aus Frankreich emigrieren musste. De Breda war verheiratet mit Rita Victoria de la Verga (* 22. Oktober (oder Mai) 1836 in Santander; † 18. Februar 1900). Das einzige Kind aus der Ehe, Beatrix (* 29. Dezember 1863 in Darmstadt; † 6. Februar 1905 in München), verbrachte einen Teil der frühen Jugend in Haselstauden, wurde Hofdame des Fürsten Hohenzollern-Sigmaringen und wohnte später bei einem Fürsten aus dem Geschlecht Thurn und Taxis in Bregenz.
Zumindest einmal, am 15. Mai 1890, besuchte Eugénie de Montijo, Ehefrau Napoleons III., von 1853 bis 1870 Kaiserin der Franzosen und die letzte Monarchin Frankreichs, das Grafenhaus in Haselstauden.
Nach dem Tod der Familie de Breda kam das Haus an verschiedene Eigentümer und wurde als Wohn- und Mietshaus verwendet. Das Haus wurde im Februar 1974 abgebrochen und 1974 bis 1976 durch zwei mehrstöckige, moderne Wohn- und Geschäftshäuser ersetzt.